# Губін (гміна)
Гміна Губін (пол. Gmina Gubin) — сільська гміна у північно-західній Польщі. Належить до Кросненського повіту Любуського воєводства.
Станом на 31 грудня 2011 у гміні проживало 7411 осіб.

## Площа
Згідно з даними за 2007 рік площа гміни становила 379.73 км², у тому числі:
- орні землі: 32.00%
- ліси: 57.00%

Таким чином, площа гміни становить 27.32% площі повіту.

## Населення
Станом на 31 грудня 2011:
| Опис     | Загалом | Загалом | Чоловіки | Чоловіки | Жінки | Жінки |
| -------- | ------- | ------- | -------- | -------- | ----- | ----- |
| одиниця  | осіб    | %       | осіб     | %        | осіб  | %     |
| все      | 7411    | 100     | 3744     | 50.52    | 3667  | 49.48 |
| міське   | 0       | 100     | 0        |          | 0     |       |
| сільське | 7411    | 100     | 3744     | 50.52    | 3667  | 49.48 |

## Сусідні гміни
Гміна Губін межує з такими гмінами: Бобровіце, Броди, Губін, Кросно-Оджанське, Любсько, Машево, Цибінка.